# Liste des monuments historiques de l'Hérault (M-Z)
Cet article recense une partie des monuments historiques de l'Hérault, en France.
Pour des raisons de taille, la liste est découpée en deux. Cette partie regroupe les communes débutant de M à Z. Pour les autres, voir la liste des monuments historiques de l'Hérault (A-L).
- Haut – A
- B
- C
- D
- E
- F
- G
- H
- I
- J
- K
- L
- M
- N
- O
- P
- Q
- R
- S
- T
- U
- V
- W
- X
- Y
- Z

## Liste
| Monument                                                                      | Commune                                                               | Adresse                                                           | Coordonnées                                         | Notice                                              | Protection                                          | Date                                                | Illustration                                                                |
| ----------------------------------------------------------------------------- | --------------------------------------------------------------------- | ----------------------------------------------------------------- | --------------------------------------------------- | --------------------------------------------------- | --------------------------------------------------- | --------------------------------------------------- | --------------------------------------------------------------------------- |
| Aqueduc de Béziers                                                            | Magalas                                                               |                                                                   | à géolocaliser                                      | « PA00125493 »                                      | Inscrit                                             | 1993                                                | Image manquante Téléverser                                                  |
| Église Saint-Laurent de Magalas                                               | Magalas                                                               |                                                                   | 43° 28′ 19″ nord, 3° 13′ 20″ est                    | « PA00103496 »                                      | Inscrit                                             | 1984                                                | Église Saint-Laurent de Magalas                                             |
| Oppidum de Magalas                                                            | Magalas                                                               | Puech de Montfau                                                  | 43° 28′ 32″ nord, 3° 13′ 47″ est                    | « PA00103497 »                                      | Classé                                              | 1979                                                | Image manquante Téléverser                                                  |
| Cave coopérative Les Vignerons libres                                         | Maraussan                                                             | 311 avenue Jean-Jaurès                                            | 43° 21′ 58″ nord, 3° 09′ 16″ est                    | « PA34000029 »                                      | Inscrit                                             | 2001                                                | Cave coopérative Les Vignerons libres                                       |
| Château de Perdiguier                                                         | Maraussan                                                             |                                                                   | 43° 22′ 04″ nord, 3° 10′ 15″ est                    | « PA00103498 »                                      | Inscrit                                             | 1972                                                | Image manquante Téléverser                                                  |
| Château de Margon                                                             | Margon                                                                |                                                                   | 43° 29′ 11″ nord, 3° 18′ 22″ est                    | « PA00103499 »                                      | Inscrit Classé                                      | 1937 2017                                           | Château de Margon                                                           |
| Arènes de Marsillargues                                                       | Marsillargues                                                         |                                                                   | 43° 39′ 54″ nord, 4° 10′ 43″ est                    | « PA00125494 »                                      | Inscrit                                             | 1993                                                | Image manquante Téléverser                                                  |
| Château de Marsillargues                                                      | Marsillargues                                                         |                                                                   | 43° 39′ 56″ nord, 4° 10′ 41″ est                    | « PA00103500 »                                      | Classé                                              | 1995                                                | Château de Marsillargues                                                    |
| Église de la Transfiguration-du-Seigneur de Marsillargues                     | Marsillargues                                                         |                                                                   | 43° 39′ 54″ nord, 4° 10′ 44″ est                    | « PA00103501 »                                      | Inscrit                                             | 1980                                                | Église de la Transfiguration-du-Seigneur de Marsillargues                   |
| Hôtel de Mourgue                                                              | Marsillargues                                                         | 25, 27, 29 rue Mauméjean                                          | 43° 39′ 50″ nord, 4° 10′ 47″ est                    | « PA34000030 »                                      | Inscrit                                             | 2001                                                | Hôtel de Mourgue                                                            |
| Église Saint-Gerard de Mas-de-Londres                                         | Mas-de-Londres                                                        |                                                                   | 43° 46′ 56″ nord, 3° 45′ 08″ est                    | « PA00103502 »                                      | Inscrit                                             | 1981                                                | Église Saint-Gerard de Mas-de-Londres                                       |
| Aven d'incinération du Suquet                                                 | Les Matelles                                                          | Grotte du Suquet près de la baume de Coucolières                  | 43° 44′ 16″ nord, 3° 47′ 26″ est                    | « PA00103503 »                                      | Classé                                              | 1952                                                | Aven d'incinération du Suquet                                               |
| Château des comtes-évêques de Melgueil                                        | Mauguio                                                               |                                                                   | 43° 36′ 54″ nord, 4° 00′ 39″ est                    | « PA00103504 »                                      | Inscrit Classé                                      | 1964 2007 2010                                      | Château des comtes-évêques de Melgueil                                      |
| Motte féodale de Mauguio                                                      | Mauguio                                                               | Rue Montesquieu 34 rue Baudin                                     | 43° 36′ 56″ nord, 4° 00′ 35″ est                    | « PA34000072 »                                      | Inscrit                                             | 2008                                                | Motte féodale de Mauguio                                                    |
| Château de Maureilhan                                                         | Maureilhan                                                            |                                                                   | 43° 21′ 32″ nord, 3° 07′ 12″ est                    | « PA00103505 »                                      | Inscrit                                             | 1980                                                | Château de Maureilhan                                                       |
| Église Saint-Baudile de Maureilhan                                            | Maureilhan                                                            |                                                                   | 43° 21′ 30″ nord, 3° 07′ 13″ est                    | « PA34000066 »                                      | Inscrit                                             | 2007                                                | Église Saint-Baudile de Maureilhan                                          |
| Église Saint-Pierre de Mérifons                                               | Mérifons                                                              |                                                                   | 43° 38′ 01″ nord, 3° 17′ 06″ est                    | « PA00103506 »                                      | Inscrit                                             | 1978                                                | Église Saint-Pierre de Mérifons                                             |
| Vestiges archéologiques du Pallas                                             | Mèze                                                                  |                                                                   | 43° 27′ 00″ nord, 3° 35′ 48″ est                    | « PA00135395 »                                      | Inscrit                                             | 1995                                                | Vestiges archéologiques du Pallas                                           |
| Voie Domitienne                                                               | Mèze (également sur Castelnau-de-Guers, Montagnac, Pinet et Pomérols) |                                                                   | à géolocaliser                                      | « PA00135391 »                                      | Inscrit                                             | 1995                                                | Image manquante Téléverser                                                  |
| Citadelle de Minerve                                                          | Minerve                                                               |                                                                   | 43° 21′ 15″ nord, 2° 44′ 47″ est                    | « PA34000083 »                                      | Inscrit                                             | 2011                                                | Citadelle de Minerve                                                        |
| Deux dolmens de Bruneau                                                       | Minerve                                                               | Caudrodie                                                         | 43° 21′ 55″ nord, 2° 42′ 42″ est                    | « PA00103507 »                                      | Classé                                              | 1889                                                | Image manquante Téléverser                                                  |
| Dolmen dans le tumulus des Bois-Bas                                           | Minerve                                                               | Bois Bas                                                          | 43° 22′ 02″ nord, 2° 40′ 45″ est                    | « PA00103508 »                                      | Classé                                              | 1889                                                | Image manquante Téléverser                                                  |
| Église Saint-Étienne de Minerve                                               | Minerve                                                               |                                                                   | 43° 21′ 16″ nord, 2° 44′ 46″ est                    | « PA00103509 »                                      | Classé                                              | 1993                                                | Église Saint-Étienne de Minerve                                             |
| Chapelle Saint-Roch de Mons                                                   | Mons                                                                  | La Voulte                                                         | 43° 33′ 30″ nord, 2° 58′ 06″ est                    | « PA00103510 »                                      | Inscrit                                             | 1981                                                | Chapelle Saint-Roch de Mons                                                 |
| Château de la Tour                                                            | Montady                                                               |                                                                   | 43° 20′ 23″ nord, 3° 08′ 13″ est                    | « PA34000067 »                                      | Inscrit                                             | 2007                                                | Image manquante Téléverser                                                  |
| Tour de Montady                                                               | Montady                                                               |                                                                   | 43° 19′ 47″ nord, 3° 07′ 08″ est                    | « PA00103511 »                                      | Inscrit                                             | 1960                                                | Tour de Montady                                                             |
| chapelle des Pénitents de Montagnac                                           | Montagnac                                                             | 21 avenue Pierre-Sirven                                           | 43° 28′ 52″ nord, 3° 28′ 54″ est                    | « PA34000076 »                                      | Inscrit                                             | 2009                                                | chapelle des Pénitents de Montagnac                                         |
| Château de Lavagnac                                                           | Montagnac                                                             |                                                                   | 43° 30′ 33″ nord, 3° 28′ 30″ est                    | « PA00103512 »                                      | Inscrit Classé                                      | 1951 1973                                           | Image manquante Téléverser                                                  |
| Église Saint-André de Montagnac                                               | Montagnac                                                             |                                                                   | 43° 28′ 49″ nord, 3° 29′ 03″ est                    | « PA00103513 »                                      | Classé                                              | 1958                                                | Église Saint-André de Montagnac                                             |
| Hôtel des comtes de Brignac                                                   | Montagnac                                                             | 14 rue Lafayette                                                  | 43° 28′ 46″ nord, 3° 29′ 03″ est                    | « PA00103514 »                                      | Classé                                              | 1988                                                | Image manquante Téléverser                                                  |
| Voie Domitienne                                                               | Montagnac (également sur Castelnau-de-Guers, Mèze, Pinet et Pomérols) |                                                                   | à géolocaliser                                      | « PA00135392 »                                      | Inscrit                                             | 1995                                                | Image manquante Téléverser                                                  |
| Vieux pont sur l'Herault                                                      | Montagnac Également sur Pézenas.                                      | RD 613                                                            | 43° 28′ 29″ nord, 3° 26′ 44″ est                    | « PA00103515 »                                      | Inscrit                                             | 1944                                                | Image manquante Téléverser                                                  |
| Château de Montarnaud                                                         | Montarnaud                                                            |                                                                   | 43° 38′ 56″ nord, 3° 41′ 44″ est                    | « PA34000107 »                                      | Inscrit                                             | 2015                                                | Château de Montarnaud                                                       |
| Chapelle Notre-Dame-du-Fort de Montarnaud                                     | Montarnaud                                                            |                                                                   | 43° 38′ 55″ nord, 3° 41′ 45″ est                    | « PA00103780 »                                      | Inscrit                                             | 1992                                                | Chapelle Notre-Dame-du-Fort de Montarnaud                                   |
| Château de Montlaur                                                           | Montaud                                                               |                                                                   | 43° 45′ 15″ nord, 3° 58′ 15″ est                    | « PA00103516 »                                      | Inscrit                                             | 1942                                                | Château de Montlaur                                                         |
| Église Saint-Pierre de Montbazin                                              | Montbazin                                                             |                                                                   | 43° 30′ 58″ nord, 3° 41′ 38″ est                    | « PA00103517 »                                      | Classé                                              | 1964                                                | Église Saint-Pierre de Montbazin                                            |
| Forum Domitii                                                                 | Montbazin                                                             | Les Salles                                                        | 43° 30′ 41″ nord, 3° 41′ 54″ est                    | « PA00103518 »                                      | Inscrit                                             | 1987                                                | Image manquante Téléverser                                                  |
| Porte de ville de Montbazin                                                   | Montbazin                                                             |                                                                   | 43° 30′ 56″ nord, 3° 41′ 34″ est                    | « PA00103519 »                                      | Inscrit                                             | 1925                                                | Porte de ville de Montbazin                                                 |
| Église Sainte-Eulalie de Montblanc                                            | Montblanc                                                             |                                                                   | 43° 23′ 50″ nord, 3° 22′ 02″ est                    | « PA00103520 »                                      | Classé                                              | 1987                                                | Église Sainte-Eulalie de Montblanc                                          |
| Ancien château des archevêques de Narbonne                                    | Montels                                                               | Rue du Castellas Rue de la Paix                                   | 43° 17′ 41″ nord, 3° 01′ 48″ est                    | « PA34000087 »                                      | Inscrit                                             | 2012                                                | Image manquante Téléverser                                                  |
| Aqueduc Saint-Clément                                                         | Montferrier-sur-Lez Également sur Saint-Clément-de-Rivière            | Boulevard de la Lironde                                           | 43° 39′ 13″ nord, 3° 51′ 25″ est                    | « PA00132761 »                                      | Inscrit                                             | 1994                                                | Aqueduc Saint-Clément                                                       |
| Château de Montferrier-sur-Lez                                                | Montferrier-sur-Lez                                                   | Impasse du Château                                                | 43° 40′ 00″ nord, 3° 51′ 40″ est                    | « PA00103767 »                                      | Inscrit                                             | 1990                                                | Image manquante Téléverser                                                  |
|                                                                               | Montpellier                                                           | Voir liste des monuments historiques de Montpellier               | Voir liste des monuments historiques de Montpellier | Voir liste des monuments historiques de Montpellier | Voir liste des monuments historiques de Montpellier | Voir liste des monuments historiques de Montpellier | Voir liste des monuments historiques de Montpellier                         |
| Maison                                                                        | Montpeyroux                                                           | Rue de la Dysse                                                   | 43° 41′ 43″ nord, 3° 30′ 21″ est                    | « PA00103611 »                                      | Classé                                              | 1979                                                | Image manquante Téléverser                                                  |
| Ancienne maison des Ursulines                                                 | Mudaison                                                              | 2 rue de la Halle 2 rue des Religieuses                           | 43° 38′ 56″ nord, 4° 02′ 26″ est                    | « PA34000091 »                                      | Inscrit                                             | 2012                                                | Image manquante Téléverser                                                  |
| Église Saint-Jean-Baptiste                                                    | Murles                                                                |                                                                   | à géolocaliser                                      | « PA34000117 »                                      | Inscrit                                             | 2016                                                | Image manquante Téléverser                                                  |
| Église Saint-Jean de Murviel-lès-Béziers                                      | Murviel-lès-Béziers                                                   |                                                                   | 43° 26′ 24″ nord, 3° 08′ 38″ est                    | « PA34000059 »                                      | Inscrit                                             | 2006                                                | Image manquante Téléverser                                                  |
| Église Saint-Jean-Baptiste de Murviel-lès-Montpellier                         | Murviel-lès-Montpellier                                               |                                                                   | 43° 36′ 15″ nord, 3° 44′ 12″ est                    | « PA00103612 »                                      | Inscrit                                             | 1963                                                | Église Saint-Jean-Baptiste de Murviel-lès-Montpellier                       |
| Oppidum du Castellas (Oppidum d'Altimurium)                                   | Murviel-lès-Montpellier                                               | Lardène Saint-Julien Le Château                                   | 43° 36′ 33″ nord, 3° 44′ 05″ est                    | « PA00103613 »                                      | Classé Inscrit                                      | 1896 1971 2010                                      | Oppidum du Castellas (Oppidum d'Altimurium)                                 |
| Église Sainte Marie-Madeleine de Nézignan-l'Évêque                            | Nézignan-l'Évêque                                                     |                                                                   | 43° 25′ 19″ nord, 3° 24′ 20″ est                    | « PA00103614 »                                      | Inscrit                                             | 1953                                                | Église Sainte Marie-Madeleine de Nézignan-l'Évêque                          |
| Chapelle Notre-Dame-de-la-Miséricorde de Nissan-lez-Enserune                  | Nissan-lez-Enserune                                                   |                                                                   | 43° 17′ 57″ nord, 3° 08′ 21″ est                    | « PA00103615 »                                      | Inscrit                                             | 1981                                                | Chapelle Notre-Dame-de-la-Miséricorde de Nissan-lez-Enserune                |
| Église Saint-Saturnin de Nissan-lez-Enserune                                  | Nissan-lez-Enserune                                                   |                                                                   | 43° 17′ 31″ nord, 3° 07′ 38″ est                    | « PA00103616 »                                      | Classé Inscrit                                      | 1965 1982                                           | Église Saint-Saturnin de Nissan-lez-Enserune                                |
| Oppidum d'Ensérune                                                            | Nissan-lez-Enserune                                                   |                                                                   | 43° 18′ 35″ nord, 3° 06′ 38″ est                    | « PA00103617 »                                      | Classé                                              | 1935 1936                                           | Oppidum d'Ensérune                                                          |
| Tunnel-aqueduc de drainage de l'étang de Colombiers et Montady                | Nissan-lez-Enserune                                                   |                                                                   | 43° 18′ 28″ nord, 3° 07′ 35″ est                    | « PA34000062 »                                      | Classé                                              | 2009                                                | Image manquante Téléverser                                                  |
| Château de Nizas                                                              | Nizas                                                                 | 4 plan du Château                                                 | 43° 30′ 45″ nord, 3° 24′ 29″ est                    | « PA00103618 »                                      | Inscrit                                             | 1980                                                | Château de Nizas                                                            |
| Château de Londres                                                            | Notre-Dame-de-Londres                                                 | Place de l'Église                                                 | 43° 49′ 32″ nord, 3° 46′ 38″ est                    | « PA00103619 »                                      | Inscrit                                             | 1978                                                | Image manquante Téléverser                                                  |
| Église Notre-Dame de Notre-Dame-de-Londres                                    | Notre-Dame-de-Londres                                                 | Place de l'Église                                                 | 43° 49′ 33″ nord, 3° 46′ 39″ est                    | « PA00103620 »                                      | Inscrit                                             | 1925                                                | Image manquante Téléverser                                                  |
| Chapelle Notre-Dame de Roubignac                                              | Octon                                                                 |                                                                   | 43° 39′ 39″ nord, 3° 16′ 24″ est                    | « PA00103623 »                                      | Classé                                              | 1954                                                | Chapelle Notre-Dame de Roubignac                                            |
| Château de Lauzières                                                          | Octon                                                                 |                                                                   | 43° 39′ 41″ nord, 3° 17′ 36″ est                    | « PA00103622 »                                      | Inscrit                                             | 1942                                                | Image manquante Téléverser                                                  |
| Dolmens de Toucou                                                             | Octon                                                                 |                                                                   | 43° 40′ 20″ nord, 3° 17′ 58″ est                    | « PA00103621 »                                      | Classé                                              | 1956                                                | Image manquante Téléverser                                                  |
| Église Saint-Laurent d'Olargues                                               | Olargues                                                              |                                                                   | 43° 33′ 28″ nord, 2° 54′ 45″ est                    | « PA00103624 »                                      | Inscrit                                             | 1928                                                | Église Saint-Laurent d'Olargues                                             |
| Peiro escrito                                                                 | Olargues                                                              | Les Laisses                                                       | 43° 31′ 44″ nord, 2° 54′ 36″ est                    | « PA00103625 »                                      | Classé                                              | 1965                                                | Image manquante Téléverser                                                  |
| Pont du Diable                                                                | Olargues                                                              |                                                                   | 43° 33′ 25″ nord, 2° 54′ 41″ est                    | « PA00103626 »                                      | Classé                                              | 1916                                                | Pont du Diable                                                              |
| Café Plana                                                                    | Olonzac                                                               | 6 place du Marché aux Herbes                                      | 43° 17′ 04″ nord, 2° 43′ 46″ est                    | « PA00103627 »                                      | Inscrit                                             | 1984                                                | Café Plana                                                                  |
| Écluse d'Ognon                                                                | Olonzac                                                               |                                                                   | 43° 16′ 11″ nord, 2° 44′ 19″ est                    | « PA34000011 »                                      | Inscrit                                             | 1998                                                | Écluse d'Ognon                                                              |
| Oppidum d'Olonzac                                                             | Olonzac                                                               | Serre Méjean Bassanel                                             | 43° 15′ 27″ nord, 2° 45′ 20″ est                    | « PA00103628 »                                      | Inscrit                                             | 1978                                                | Image manquante Téléverser                                                  |
| Cave coopérative de Paulhan                                                   | Paulhan                                                               | Rue de la Clairette                                               | 43° 32′ 08″ nord, 3° 27′ 30″ est                    | « PA34000109 »                                      | Inscrit                                             | 2015                                                | Cave coopérative de Paulhan                                                 |
| Église Notre-Dame-des-Vertus de Paulhan                                       | Paulhan                                                               |                                                                   | 43° 32′ 40″ nord, 3° 27′ 39″ est                    | « PA00103629 »                                      | Classé                                              | 1987                                                | Église Notre-Dame-des-Vertus de Paulhan                                     |
| Château de Pégairolles-de-l'Escalette                                         | Pégairolles-de-l'Escalette                                            | Rue de l'Église                                                   | 43° 48′ 11″ nord, 3° 19′ 21″ est                    | « PA00103630 »                                      | Classé                                              | 1984                                                | Château de Pégairolles-de-l'Escalette                                       |
| Maison Vergnes                                                                | Péret                                                                 | 9 place du Fort                                                   | 43° 34′ 32″ nord, 3° 23′ 47″ est                    | « PA00103631 »                                      | Inscrit                                             | 1963                                                | Maison Vergnes                                                              |
|                                                                               | Pézenas                                                               | Voir liste des monuments historiques de Pézenas                   | Voir liste des monuments historiques de Pézenas     | Voir liste des monuments historiques de Pézenas     | Voir liste des monuments historiques de Pézenas     | Voir liste des monuments historiques de Pézenas     | Voir liste des monuments historiques de Pézenas                             |
| Château de Pézènes-les-Mines                                                  | Pézènes-les-Mines                                                     |                                                                   | 43° 35′ 21″ nord, 3° 15′ 08″ est                    | « PA00103663 »                                      | Inscrit                                             | 1981                                                | Château de Pézènes-les-Mines                                                |
| Abbaye de Vignogoul                                                           | Pignan                                                                |                                                                   | 43° 35′ 07″ nord, 3° 45′ 45″ est                    | « PA00103664 »                                      | Classé                                              | 1862                                                | Abbaye de Vignogoul                                                         |
| Château du Comte de Turenne                                                   | Pignan                                                                | Place de l'Hôtel de Ville                                         | 43° 34′ 55″ nord, 3° 45′ 42″ est                    | « PA34000093 »                                      | Inscrit                                             | 2012                                                | Château du Comte de Turenne                                                 |
| Ensemble médiéval de Pignan                                                   | Pignan                                                                |                                                                   | 43° 34′ 56″ nord, 3° 45′ 41″ est                    | « PA34000023 »                                      | Inscrit                                             | 1999                                                | Ensemble médiéval de Pignan                                                 |
| Voie Domitienne                                                               | Pinet (également sur Castelnau-de-Guers, Mèze, Montagnac et Pomérols) |                                                                   | à géolocaliser                                      | « PA00135393 »                                      | Inscrit                                             | 1995                                                | Voie Domitienne                                                             |
| Domaine de Régismont                                                          | Poilhes                                                               |                                                                   | 43° 18′ 21″ nord, 3° 06′ 00″ est                    | « PA00103665 »                                      | Classé                                              | 1937                                                | Image manquante Téléverser                                                  |
| Église Saint-Cyr-et-Sainte-Julitte de Pomérols                                | Pomérols                                                              |                                                                   | 43° 23′ 26″ nord, 3° 29′ 51″ est                    | « PA00103666 »                                      | Inscrit                                             | 1952                                                | Église Saint-Cyr-et-Sainte-Julitte de Pomérols                              |
| Voie Domitienne                                                               | Pomérols (également sur Castelnau-de-Guers, Mèze, Montagnac et Pinet) |                                                                   | à géolocaliser                                      | « PA00135394 »                                      | Inscrit                                             | 1995                                                | Image manquante Téléverser                                                  |
| Église Saint-Félix de Portiragnes                                             | Portiragnes                                                           |                                                                   | 43° 18′ 10″ nord, 3° 20′ 06″ est                    | « PA00103667 »                                      | Classé                                              | 1932                                                | Église Saint-Félix de Portiragnes                                           |
| Église Sainte-Catherine-d'Alexandrie du Pouget                                | Le Pouget                                                             |                                                                   | 43° 35′ 32″ nord, 3° 31′ 32″ est                    | « PA00103669 »                                      | Inscrit                                             | 1987                                                | Église Sainte-Catherine-d'Alexandrie du Pouget                              |
| Église Saint-Jacques du Pouget                                                | Le Pouget                                                             |                                                                   | 43° 35′ 33″ nord, 3° 31′ 23″ est                    | « PA00103668 »                                      | Inscrit                                             | 1954                                                | Église Saint-Jacques du Pouget                                              |
| Château de la Garenne                                                         | Poussan                                                               |                                                                   | 43° 29′ 03″ nord, 3° 40′ 20″ est                    | « PA00103670 »                                      | Classé Inscrit                                      | 1965 2008                                           | Château de la Garenne                                                       |
| Château Montlaur                                                              | Poussan                                                               | Place de l'Église                                                 | 43° 29′ 20″ nord, 3° 40′ 16″ est                    | « PA34000060 »                                      | Inscrit                                             | 2006                                                | Château Montlaur                                                            |
| Maison Vinas                                                                  | Poussan                                                               | 9 rue Lazare Carnot                                               | 43° 29′ 19″ nord, 3° 40′ 12″ est                    | « PA00103671 »                                      | Inscrit                                             | 1963                                                | Maison Vinas                                                                |
| Presbytère de Poussan                                                         | Poussan                                                               |                                                                   | 43° 29′ 21″ nord, 3° 40′ 16″ est                    | « PA00103672 »                                      | Inscrit                                             | 1951                                                | Presbytère de Poussan                                                       |
| Enceinte de Prades-le-Lez Porte Nord                                          | Prades-le-Lez                                                         | Rue du Vieux Prades                                               | 43° 41′ 54″ nord, 3° 51′ 45″ est                    | « PA00103673 »                                      | Inscrit                                             | 1984                                                | Enceinte de Prades-le-LezPorte Nord                                         |
| Enceinte de Prades-le-Lez Porte Sud                                           | Prades-le-Lez                                                         | Rue du Vieux Prades                                               | 43° 41′ 52″ nord, 3° 51′ 45″ est                    | « PA00103673 »                                      | Inscrit                                             | 1984                                                | Image manquante Téléverser                                                  |
| Croix de carrefour du Puech                                                   | Le Puech auparavant, Lodève à présent                                 |                                                                   | 43° 43′ 54″ nord, 3° 19′ 02″ est                    | « PA00103674 »                                      | Inscrit                                             | 1933                                                | Croix de carrefour du Puech                                                 |
| Église Saint-Sylvestre de Montcalmes                                          | Puéchabon                                                             |                                                                   | 43° 42′ 52″ nord, 3° 35′ 34″ est                    | « PA00103675 »                                      | Classé                                              | 1918                                                | Église Saint-Sylvestre de Montcalmes                                        |
| Château de Puilacher                                                          | Puilacher                                                             | Rue des Remparts                                                  | 43° 34′ 05″ nord, 3° 30′ 24″ est                    | « PA00103676 »                                      | Inscrit                                             | 1984                                                | Château de Puilacher                                                        |
| Château de Puimisson                                                          | Puimisson                                                             | Rue Autour du Château                                             | 43° 26′ 23″ nord, 3° 12′ 21″ est                    | « PA34000013 »                                      | Inscrit                                             | 1997                                                | Image manquante Téléverser                                                  |
| Aqueduc de Béziers                                                            | Puissalicon                                                           |                                                                   | 43° 27′ 31″ nord, 3° 12′ 58″ est                    | « PA00125496 »                                      | Inscrit                                             | 1993                                                | Image manquante Téléverser                                                  |
| Château de Puissalicon                                                        | Puissalicon                                                           |                                                                   | 43° 27′ 30″ nord, 3° 14′ 10″ est                    | « PA00103677 »                                      | Inscrit                                             | 1988                                                | Château de Puissalicon                                                      |
| Maison dite des « Évêques » de Puissalicon                                    | Puissalicon                                                           |                                                                   | 43° 27′ 31″ nord, 3° 14′ 07″ est                    | « PA34000140 »                                      | Inscrit                                             | 2024                                                | Image manquante Téléverser                                                  |
| Tour romane de Puissalicon                                                    | Puissalicon                                                           | Dans le cimetière                                                 | 43° 27′ 22″ nord, 3° 13′ 25″ est                    | « PA00103678 »                                      | Classé                                              | 1862                                                | Tour romane de Puissalicon                                                  |
| Café du marché                                                                | Puisserguier                                                          | 5 place de l'Église                                               | 43° 22′ 05″ nord, 3° 02′ 21″ est                    | « PA34000089 »                                      | Inscrit                                             | 2012                                                | Image manquante Téléverser                                                  |
| Château de Puisserguier                                                       | Puisserguier                                                          | Plan dals Cathars                                                 | 43° 22′ 06″ nord, 3° 02′ 19″ est                    | « PA34000097 »                                      | Inscrit                                             | 2012                                                | Château de Puisserguier                                                     |
| Église de l'Assomption-de-Notre-Dame de Quarante                              | Quarante                                                              |                                                                   | 43° 20′ 50″ nord, 2° 57′ 39″ est                    | « PA00103679 »                                      | Classé                                              | 1907                                                | Église de l'Assomption-de-Notre-Dame de Quarante                            |
| Éolienne Bollée de Quarante                                                   | Quarante                                                              |                                                                   | 43° 21′ 06″ nord, 2° 59′ 37″ est                    | « PA00103680 »                                      | Inscrit                                             | 1987                                                | Éolienne Bollée de Quarante                                                 |
| Église Notre-Dame de Roquessels                                               | Roquessels                                                            |                                                                   | 43° 33′ 09″ nord, 3° 13′ 23″ est                    | « PA00103774 »                                      | Inscrit                                             | 1991                                                | Église Notre-Dame de Roquessels                                             |
| Château de la Roquette                                                        | Rouet                                                                 |                                                                   | 43° 47′ 34″ nord, 3° 49′ 09″ est                    | « PA00103681 »                                      | Inscrit                                             | 1940                                                | Château de la Roquette                                                      |
| Dolmen de Lamalou                                                             | Rouet                                                                 |                                                                   | 43° 49′ 27″ nord, 3° 47′ 59″ est                    | « PA00103682 »                                      | Classé                                              | 1954                                                | Dolmen de Lamalou                                                           |
| Abbaye de Cassan                                                              | Roujan                                                                | Route de Bédarieux                                                | 43° 30′ 35″ nord, 3° 17′ 17″ est                    | « PA00103685 »                                      | Inscrit Classé                                      | 1953 1998                                           | Abbaye de Cassan                                                            |
| Chapelle Saint-Nazaire de Roujan                                              | Roujan                                                                |                                                                   | 43° 29′ 32″ nord, 3° 19′ 01″ est                    | « PA00103683 »                                      | Classé                                              | 1981                                                | Chapelle Saint-Nazaire de Roujan                                            |
| Église Saint-Laurent de Roujan                                                | Roujan                                                                |                                                                   | 43° 30′ 30″ nord, 3° 18′ 37″ est                    | « PA00103684 »                                      | Inscrit                                             | 1954                                                | Église Saint-Laurent de Roujan                                              |
| Église Saint-André de Saint-André-de-Buèges                                   | Saint-André-de-Buèges                                                 |                                                                   | 43° 50′ 52″ nord, 3° 39′ 46″ est                    | « PA00103686 »                                      | Inscrit                                             | 1925                                                | Église Saint-André de Saint-André-de-Buèges                                 |
| Borne milliaire de Saint-Aunès                                                | Saint-Aunès                                                           |                                                                   | 43° 38′ 12″ nord, 3° 57′ 57″ est                    | « PA00103687 »                                      | Classé                                              | 1911                                                | Borne milliaire de Saint-Aunès                                              |
| Château de Saint-Bauzille-de-Putois                                           | Saint-Bauzille-de-Putois                                              |                                                                   | 43° 53′ 41″ nord, 3° 44′ 11″ est                    | « PA34000077 »                                      | Inscrit                                             | 2009                                                | Image manquante Téléverser                                                  |
| Abbaye de Saint-Chinian Mairie                                                | Saint-Chinian                                                         | Rue de la Promenade Rue du Marché Place des Bénédictins Grand'Rue | 43° 25′ 17″ nord, 2° 56′ 47″ est                    | « PA34000036 »                                      | Inscrit                                             | 2002                                                | Abbaye de Saint-ChinianMairie                                               |
| Aqueduc Saint-Clément                                                         | Saint-Clément-de-Rivière Également sur Montferrier-sur-Lez            | Boulevard de la Lironde                                           | 43° 39′ 13″ nord, 3° 51′ 25″ est                    | « PA00132961 »                                      | Inscrit                                             | 1994                                                | Aqueduc Saint-Clément                                                       |
| Château de Saint-Drézéry                                                      | Saint-Drézéry                                                         |                                                                   | 43° 44′ 03″ nord, 3° 58′ 54″ est                    | « PA34000128 »                                      | Inscrit                                             | 2019                                                | Image manquante Téléverser                                                  |
| Église de l'Exaltation-de-la-Sainte-Croix de Sainte-Croix-de-Quintillargues   | Sainte-Croix-de-Quintillargues                                        |                                                                   | 43° 46′ 24″ nord, 3° 54′ 31″ est                    | « PA00103688 »                                      | Inscrit                                             | 1978                                                | Église de l'Exaltation-de-la-Sainte-Croix de Sainte-Croix-de-Quintillargues |
| Château de Saint-Geniès-de-Fontedit                                           | Saint-Geniès-de-Fontedit                                              | Place Jean-Bonhomme                                               | 43° 28′ 04″ nord, 3° 10′ 39″ est                    | « PA34000014 »                                      | Inscrit                                             | 1997                                                | Image manquante Téléverser                                                  |
| Église Saint-Geniès de Saint-Geniès-de-Fontedit                               | Saint-Geniès-de-Fontedit                                              |                                                                   | 43° 28′ 06″ nord, 3° 10′ 45″ est                    | « PA00103775 »                                      | Inscrit                                             | 1992                                                | Église Saint-Geniès de Saint-Geniès-de-Fontedit                             |
| Abbaye Saint-Pierre de Nayran                                                 | Saint-Gervais-sur-Mare                                                |                                                                   | 43° 39′ 35″ nord, 3° 02′ 29″ est                    | « PA00103689 »                                      | Inscrit                                             | 1928                                                | Abbaye Saint-Pierre de Nayran                                               |
| Église Saints-Gervais-et-Protais                                              | Saint-Gervais-sur-Mare                                                |                                                                   | 43° 39′ 06″ nord, 3° 02′ 28″ est                    | « PA34000118 »                                      | Inscrit                                             | 2017                                                | Église Saints-Gervais-et-Protais                                            |
| Abbaye de Saint-Guilhem-le-Désert                                             | Saint-Guilhem-le-Désert                                               |                                                                   | 43° 44′ 01″ nord, 3° 32′ 56″ est                    | « PA00103690 »                                      | Classé Inscrit Classé                               | 1840 1889 1986 1987                                 | Abbaye de Saint-Guilhem-le-Désert                                           |
| Église Saint-Laurent de Saint-Guilhem-le-Désert                               | Saint-Guilhem-le-Désert                                               |                                                                   | 43° 44′ 00″ nord, 3° 33′ 14″ est                    | « PA00103691 »                                      | Inscrit                                             | 1926                                                | Église Saint-Laurent de Saint-Guilhem-le-Désert                             |
| Maison                                                                        | Saint-Guilhem-le-Désert                                               |                                                                   | 43° 44′ 03″ nord, 3° 32′ 59″ est                    | « PA00103692 »                                      | Inscrit                                             | 1938                                                | Maison                                                                      |
| Moulin de l'abbaye de Saint-Guilhem-le-Désert                                 | Saint-Guilhem-le-Désert                                               | RD 4                                                              | 43° 43′ 36″ nord, 3° 33′ 02″ est                    | « PA00103693 »                                      | Inscrit                                             | 1926                                                | Moulin de l'abbaye de Saint-Guilhem-le-Désert                               |
| Tour des Prisons                                                              | Saint-Guilhem-le-Désert                                               | Impasse de la Tour                                                | 43° 44′ 02″ nord, 3° 33′ 08″ est                    | « PA00103694 »                                      | Inscrit                                             | 1965                                                | Tour des Prisons                                                            |
| Église de la Décollation-de-Saint-Jean-Baptiste de Saint-Jean-de-la-Blaquière | Saint-Jean-de-la-Blaquière                                            |                                                                   | 43° 42′ 55″ nord, 3° 25′ 24″ est                    | « PA00103698 »                                      | Inscrit                                             | 1951                                                | Image manquante Téléverser                                                  |
| Église de la Nativité-de-Saint-Jean-Baptiste de Saint-Jean-de-Buèges          | Saint-Jean-de-Buèges                                                  |                                                                   | 43° 49′ 41″ nord, 3° 36′ 59″ est                    | « PA00103695 »                                      | Classé                                              | 1984                                                | Église de la Nativité-de-Saint-Jean-Baptiste de Saint-Jean-de-Buèges        |
| Église de la Nativité-de-Saint-Jean-Baptiste de Saint-Jean-de-Cuculles        | Saint-Jean-de-Cuculles                                                |                                                                   | 43° 45′ 08″ nord, 3° 50′ 06″ est                    | « PA00103696 »                                      | Inscrit                                             | 1925                                                | Église de la Nativité-de-Saint-Jean-Baptiste de Saint-Jean-de-Cuculles      |
| Atelier de potier Albe-Sabadel                                                | Saint-Jean-de-Fos                                                     | 6 avenue du Monument                                              | 43° 42′ 08″ nord, 3° 33′ 05″ est                    | « PA34000053 »                                      | Inscrit                                             | 2005                                                | Image manquante Téléverser                                                  |
| Église Saint-Jean-Baptiste                                                    | Saint-Jean-de-Fos                                                     |                                                                   | 43° 42′ 07″ nord, 3° 33′ 08″ est                    | « PA34000101 »                                      | Inscrit                                             | 2014                                                | Église Saint-Jean-Baptiste                                                  |
| Pont du Diable                                                                | Saint-Jean-de-Fos                                                     |                                                                   | 43° 42′ 27″ nord, 3° 33′ 27″ est                    | « PA00103697 »                                      | Classé                                              | 1996                                                | Pont du Diable                                                              |
| Pont de Villeneuve                                                            | Saint-Jean-de-Védas (également sur Villeneuve-lès-Maguelone           | D 612                                                             | 43° 33′ 19″ nord, 3° 50′ 50″ est                    | « PA34000098 »                                      | Inscrit                                             | 13 février 2012                                     | Pont de Villeneuve                                                          |
| Église Saint-Julien de Saint-Julien                                           | Saint-Julien                                                          |                                                                   | 43° 33′ 57″ nord, 2° 55′ 49″ est                    | « PA00103699 »                                      | Inscrit                                             | 1951                                                | Église Saint-Julien de Saint-Julien                                         |
| Croix de Saint-Martin-de-Londres                                              | Saint-Martin-de-Londres                                               |                                                                   | 43° 47′ 29″ nord, 3° 43′ 52″ est                    | « PA00103700 »                                      | Inscrit                                             | 1935                                                | Croix de Saint-Martin-de-Londres                                            |
| Église Saint-Martin de Saint-Martin-de-Londres                                | Saint-Martin-de-Londres                                               |                                                                   | 43° 47′ 29″ nord, 3° 43′ 52″ est                    | « PA00103701 »                                      | Classé                                              | 1900                                                | Église Saint-Martin de Saint-Martin-de-Londres                              |
| Immeuble                                                                      | Saint-Martin-de-Londres                                               | Place de l'Église                                                 | 43° 47′ 29″ nord, 3° 43′ 53″ est                    | « PA00103702 »                                      | Inscrit                                             | 1936                                                | Immeuble                                                                    |
| Château du Lébous                                                             | Saint-Mathieu-de-Tréviers                                             | Saint-Aunès                                                       | 43° 45′ 55″ nord, 3° 51′ 11″ est                    | « PA00103703 »                                      | Classé                                              | 1965                                                | Image manquante Téléverser                                                  |
| Maison-atelier de Paul Dardé                                                  | Saint-Maurice-Navacelles                                              | RD 130                                                            | 43° 50′ 54″ nord, 3° 31′ 12″ est                    | « PA34000031 »                                      | Inscrit                                             | 2001                                                | Maison-atelier de Paul Dardé                                                |
| Église Saint-Pargoire de Saint-Pargoire                                       | Saint-Pargoire                                                        |                                                                   | 43° 31′ 43″ nord, 3° 31′ 07″ est                    | « PA00103704 »                                      | Classé                                              | 1862                                                | Église Saint-Pargoire de Saint-Pargoire                                     |
| Église Sainte-Marie-et-Saint-Pons de Saint-Pons-de-Mauchiens                  | Saint-Pons-de-Mauchiens                                               |                                                                   | 43° 30′ 49″ nord, 3° 30′ 49″ est                    | « PA34000051 »                                      | Inscrit                                             | 2005                                                | Église Sainte-Marie-et-Saint-Pons de Saint-Pons-de-Mauchiens                |
| Maison des Consuls                                                            | Saint-Pons-de-Mauchiens                                               | Rue du Roc                                                        | 43° 30′ 49″ nord, 3° 30′ 49″ est                    | « PA00103705 »                                      | Classé                                              | 1978                                                | Maison des Consuls                                                          |
| Maison des Émigrants                                                          | Saint-Pons-de-Mauchiens                                               |                                                                   | 43° 30′ 49″ nord, 3° 30′ 51″ est                    | « PA34000111 »                                      | Inscrit                                             | 2015                                                | Image manquante Téléverser                                                  |
| Moulin de Roquemengarde                                                       | Saint-Pons-de-Mauchiens (également sur Usclas-d'Hérault)              |                                                                   | 43° 31′ 13″ nord, 3° 28′ 45″ est                    | « PA00103706 »                                      | Inscrit                                             | 5 septembre 2018                                    | Image manquante Téléverser                                                  |
| Cathédrale Saint-Pons de Saint-Pons-de-Thomières                              | Saint-Pons-de-Thomières                                               |                                                                   | 43° 29′ 20″ nord, 2° 45′ 32″ est                    | « PA00103707 »                                      | Classé                                              | 1840                                                | Cathédrale Saint-Pons de Saint-Pons-de-Thomières                            |
| Église Saint-Martin-du-Jaur de Saint-Pons-de-Thomières                        | Saint-Pons-de-Thomières                                               | Place du Foiral                                                   | 43° 29′ 17″ nord, 2° 45′ 32″ est                    | « PA00103708 »                                      | Inscrit                                             | 1984                                                | Église Saint-Martin-du-Jaur de Saint-Pons-de-Thomières                      |
| Hôtel de ville de Saint-Pons-de-Thomières Tour du Comte Pons                  | Saint-Pons-de-Thomières                                               |                                                                   | 43° 29′ 18″ nord, 2° 45′ 34″ est                    | « PA00103710 »                                      | Inscrit                                             | 1963                                                | Hôtel de ville de Saint-Pons-de-ThomièresTour du Comte Pons                 |
| Palais épiscopal de Saint-Pons-de-Thomières                                   | Saint-Pons-de-Thomières                                               | Place du Foiral                                                   | 43° 29′ 23″ nord, 2° 45′ 33″ est                    | « PA00103709 »                                      | Inscrit                                             | 1973                                                | Palais épiscopal de Saint-Pons-de-Thomières                                 |
| Dolmen du Belvédère n°1                                                       | Saint-Privat                                                          | Grandmont                                                         | 43° 43′ 59″ nord, 3° 22′ 30″ est                    | « PA00103711 »                                      | Classé                                              | 1914                                                | Dolmen du Belvédère n°1                                                     |
| Église Notre-Dame-des-Salces de Saint-Privat                                  | Saint-Privat                                                          | Salces                                                            | 43° 45′ 21″ nord, 3° 26′ 11″ est                    | « PA00103712 »                                      | Inscrit Classé                                      | 1937 1962                                           | Image manquante Téléverser                                                  |
| Prieuré Saint-Michel de Grandmont                                             | Saint-Privat                                                          |                                                                   | 43° 44′ 03″ nord, 3° 22′ 11″ est                    | « PA00103713 »                                      | Inscrit Classé                                      | 1953 1981                                           | Prieuré Saint-Michel de Grandmont                                           |
| Abbaye de Saint-Thibéry                                                       | Saint-Thibéry                                                         |                                                                   | 43° 23′ 49″ nord, 3° 25′ 02″ est                    | « PA34000052 »                                      | Inscrit                                             | 2005                                                | Abbaye de Saint-Thibéry                                                     |
| Église Saint-Thibéry de Saint-Thibéry                                         | Saint-Thibéry                                                         |                                                                   | 43° 23′ 50″ nord, 3° 25′ 04″ est                    | « PA00103714 »                                      | Classé                                              | 1923                                                | Église Saint-Thibéry de Saint-Thibéry                                       |
| Pont romain de Saint-Thibéry                                                  | Saint-Thibéry                                                         |                                                                   | 43° 23′ 34″ nord, 3° 25′ 58″ est                    | « PA00103715 »                                      | Classé                                              | 1862                                                | Pont romain de Saint-Thibéry                                                |
| Église Saint-Vincent de Saint-Vincent-de-Barbeyrargues                        | Saint-Vincent-de-Barbeyrargues                                        |                                                                   | 43° 42′ 24″ nord, 3° 52′ 37″ est                    | « PA00103716 »                                      | Inscrit                                             | 1986                                                | Église Saint-Vincent de Saint-Vincent-de-Barbeyrargues                      |
| Croix de cimetière de Saint-Vincent-d'Olargues                                | Saint-Vincent-d'Olargues                                              | Porche de l'église                                                | 43° 33′ 39″ nord, 2° 52′ 44″ est                    | « PA00103717 »                                      | Classé                                              | 1911                                                | Image manquante Téléverser                                                  |
| Église Saint-Étienne-de-Cavall de La Salvetat-sur-Agout                       | La Salvetat-sur-Agout                                                 |                                                                   | 43° 36′ 36″ nord, 2° 42′ 06″ est                    | « PA00103718 »                                      | Inscrit                                             | 1976                                                | Église Saint-Étienne-de-Cavall de La Salvetat-sur-Agout                     |
| Pont de Saint-Étienne                                                         | La Salvetat-sur-Agout                                                 |                                                                   | 43° 36′ 39″ nord, 2° 42′ 10″ est                    | « PA00103719 »                                      | Inscrit                                             | 1964                                                | Pont de Saint-Étienne                                                       |
| Église Saint-Étienne de Saussines                                             | Saussines                                                             |                                                                   | 43° 45′ 50″ nord, 4° 03′ 21″ est                    | « PA00103720 »                                      | Classé                                              | 1963                                                | Église Saint-Étienne de Saussines                                           |
| Chapelle Notre-Dame d'Aleyrac                                                 | Sauteyrargues                                                         |                                                                   | 43° 49′ 05″ nord, 3° 54′ 19″ est                    | « PA00103722 »                                      | Inscrit                                             | 1984                                                | Chapelle Notre-Dame d'Aleyrac                                               |
| Église Saint-Martin de Sauteyrargues                                          | Sauteyrargues                                                         |                                                                   | 43° 50′ 18″ nord, 3° 55′ 08″ est                    | « PA00103721 »                                      | Inscrit                                             | 1975                                                | Église Saint-Martin de Sauteyrargues                                        |
| Collégiale Notre-Dame-de-Grâce de Sérignan                                    | Sérignan                                                              |                                                                   | 43° 16′ 54″ nord, 3° 17′ 03″ est                    | « PA00103723 »                                      | Classé                                              | 1907                                                | Collégiale Notre-Dame-de-Grâce de Sérignan                                  |
| Église Saint-Julien-et-Sainte-Basilisse-d'Antioche de Servian                 | Servian                                                               |                                                                   | 43° 25′ 38″ nord, 3° 18′ 00″ est                    | « PA00103724 »                                      | Inscrit                                             | 1986                                                | Église Saint-Julien-et-Sainte-Basilisse-d'Antioche de Servian               |
| Pont sur la Thongue                                                           | Servian                                                               | R.N. 9                                                            | 43° 24′ 19″ nord, 3° 20′ 32″ est                    | « PA00103725 »                                      | Inscrit                                             | 1983                                                | Pont sur la Thongue                                                         |
| Église décanale Saint-Louis de Sète                                           | Sète                                                                  |                                                                   | 43° 23′ 59″ nord, 3° 41′ 40″ est                    | « PA00103726 »                                      | Classé                                              | 1989                                                | Église décanale Saint-Louis de Sète                                         |
| Entrepôts Dubonnet de Sète                                                    | Sète                                                                  | 51 quai des Moulins                                               | 43° 24′ 57″ nord, 3° 43′ 03″ est                    | « PA34000074 »                                      | Inscrit                                             | 2008                                                | Image manquante Téléverser                                                  |
| Fort Richelieu                                                                | Sète                                                                  |                                                                   | 43° 23′ 50″ nord, 3° 41′ 33″ est                    | « PA34000008 »                                      | Inscrit                                             | 1996                                                | Fort Richelieu                                                              |
| Monument aux morts de Sète                                                    | Sète                                                                  | avenue Marx-Dormoy                                                | 43° 24′ 14″ nord, 3° 41′ 34″ est                    | « PA34000125 »                                      | Inscrit                                             | 18 octobre 2018                                     | Monument aux morts de Sète                                                  |
| Redoute du Castellas                                                          | Sète                                                                  |                                                                   | 43° 20′ 10″ nord, 3° 34′ 34″ est                    | « PA00103727 »                                      | Inscrit                                             | 1939                                                | Redoute du Castellas                                                        |
| Phare du Mont-Saint-Clair                                                     | Sète                                                                  | 197 chemin du Phare                                               | 43° 23′ 44″ nord, 3° 41′ 23″ est                    | « PA34000085 »                                      | Inscrit                                             | 2011                                                | Phare du Mont-Saint-Clair                                                   |
| Théâtre municipal Molière                                                     | Sète                                                                  | Avenue Victor-Hugo                                                | 43° 24′ 35″ nord, 3° 41′ 53″ est                    | « PA34000043 »                                      | Inscrit                                             | 2003                                                | Théâtre municipal Molière                                                   |
| Villa de Pierre Soulages                                                      | Sète                                                                  |                                                                   | 43° 23′ 41″ nord, 3° 41′ 24″ est                    | « PA34000129 »                                      | Inscrit                                             | 2019                                                | Image manquante Téléverser                                                  |
| Chapelle Notre-Dame de Centeilles                                             | Siran                                                                 |                                                                   | 43° 19′ 42″ nord, 2° 39′ 09″ est                    | « PA00103728 »                                      | Classé                                              | 1954                                                | Chapelle Notre-Dame de Centeilles                                           |
| Église Saint-Baudile de Siran                                                 | Siran                                                                 |                                                                   | 43° 18′ 44″ nord, 2° 39′ 37″ est                    | « PA00103729 »                                      | Inscrit                                             | 1925                                                | Église Saint-Baudile de Siran                                               |
| Château de Sorbs                                                              | Sorbs                                                                 |                                                                   | 43° 53′ 34″ nord, 3° 24′ 27″ est                    | « PA00103730 »                                      | Inscrit                                             | 1986                                                | Image manquante Téléverser                                                  |
| Croix de carrefour de Sorbs                                                   | Sorbs                                                                 |                                                                   | 43° 53′ 24″ nord, 3° 24′ 01″ est                    | « PA00103731 »                                      | Inscrit                                             | 1933                                                | Image manquante Téléverser                                                  |
| Château de Soubès                                                             | Soubès                                                                |                                                                   | 43° 46′ 00″ nord, 3° 20′ 49″ est                    | « PA00103732 »                                      | Inscrit                                             | 1988                                                | Château de Soubès                                                           |
| Château de Grandsagnes                                                        | Le Soulié                                                             |                                                                   | 43° 31′ 20″ nord, 2° 40′ 58″ est                    | « PA00103776 »                                      | Inscrit                                             | 1992                                                | Image manquante Téléverser                                                  |
| Dolmen de Coste Rouge                                                         | Soumont                                                               | Grandmont                                                         | 43° 43′ 57″ nord, 3° 22′ 03″ est                    | « PA00103733 »                                      | Classé                                              | 1900                                                | Dolmen de Coste Rouge                                                       |
| Église Saint-Baudile de Soumont                                               | Soumont                                                               |                                                                   | 43° 43′ 39″ nord, 3° 21′ 17″ est                    | « PA00103734 »                                      | Inscrit                                             | 1932                                                | Église Saint-Baudile de Soumont                                             |
| Église Saint-Martin de Sussargues                                             | Sussargues                                                            |                                                                   | 43° 42′ 50″ nord, 4° 00′ 10″ est                    | « PA00103735 »                                      | Inscrit                                             | 1977                                                | Église Saint-Martin de Sussargues                                           |
| Château de Peyrat                                                             | Tourbes                                                               |                                                                   | 43° 27′ 53″ nord, 3° 21′ 55″ est                    | « PA00103739 »                                      | Classé Inscrit                                      | 1983                                                | Image manquante Téléverser                                                  |
| Église Saint-Saturnin de Tourbes                                              | Tourbes                                                               |                                                                   | 43° 26′ 45″ nord, 3° 22′ 49″ est                    | « PA00103740 »                                      | Inscrit                                             | 1935                                                | Église Saint-Saturnin de Tourbes                                            |
| Église Notre-Dame-en-son-Assomption de Boussagues                             | La Tour-sur-Orb                                                       | Boussagues                                                        | 43° 39′ 09″ nord, 3° 07′ 51″ est                    | « PA00103736 »                                      | Inscrit                                             | 1988                                                | Église Notre-Dame-en-son-Assomption de Boussagues                           |
| Église Saint-Cyr et Sainte-Julite de Saint-Xist                               | La Tour-sur-Orb                                                       | Saint-Xist                                                        | 43° 40′ 35″ nord, 3° 09′ 26″ est                    | « PA00103737 »                                      | Inscrit                                             | 1979                                                | Église Saint-Cyr et Sainte-Julite de Saint-Xist                             |
| Four à chaux de La Tour-sur-Orb                                               | La Tour-sur-Orb                                                       | 54 avenue du Four à Chaux                                         | 43° 38′ 55″ nord, 3° 09′ 10″ est                    | « PA34000078 »                                      | Inscrit                                             | 2010                                                | Four à chaux de La Tour-sur-Orb                                             |
| Maison du Bailli                                                              | La Tour-sur-Orb                                                       | 1 rue du bailli, Boussagues                                       | 43° 39′ 10″ nord, 3° 07′ 48″ est                    | « PA34000122 »                                      | Inscrit                                             | 2018                                                | Maison du Bailli                                                            |
| Résidence des abbés de Joncels                                                | La Tour-sur-Orb                                                       | Avenue du Château                                                 | 43° 39′ 22″ nord, 3° 08′ 57″ est                    | « PA00103738 »                                      | Inscrit                                             | 1964                                                | Image manquante Téléverser                                                  |
| Château                                                                       | Tressan                                                               |                                                                   | 43° 34′ 28″ nord, 3° 29′ 25″ est                    | « PA34000112 »                                      | Inscrit                                             | 2015                                                | Image manquante Téléverser                                                  |
| Église Sainte-Agathe de Valergues                                             | Valergues                                                             |                                                                   | 43° 40′ 02″ nord, 4° 03′ 43″ est                    | « PA00103741 »                                      | Inscrit                                             | 1963                                                | Église Sainte-Agathe de Valergues                                           |
| Église Saint-Étienne de Valros                                                | Valros                                                                |                                                                   | 43° 25′ 11″ nord, 3° 22′ 06″ est                    | « PA00103742 »                                      | Inscrit                                             | 1988                                                | Église Saint-Étienne de Valros                                              |
| Église Saint-Pierre de Vendémian                                              | Vendémian                                                             |                                                                   | 43° 34′ 50″ nord, 3° 33′ 42″ est                    | « PA00103743 »                                      | Inscrit                                             | 1987                                                | Image manquante Téléverser                                                  |
| Aqueduc romain de Vendres                                                     | Vendres                                                               |                                                                   | 43° 15′ 57″ nord, 3° 13′ 57″ est                    | « PA00103744 »                                      | Inscrit                                             | 1926                                                | Image manquante Téléverser                                                  |
| Château de Vendres Vestiges                                                   | Vendres                                                               | Rue de l'Égalité                                                  | 43° 16′ 11″ nord, 3° 13′ 31″ est                    | « PA00103745 »                                      | Inscrit                                             | 1926                                                | Image manquante Téléverser                                                  |
| Villa de Primuliac                                                            | Vendres                                                               | Le Nègre                                                          | 43° 17′ 42″ nord, 3° 12′ 00″ est                    | « PA00103746 »                                      | Classé                                              | 1935                                                | Image manquante Téléverser                                                  |
| Château de la Devèze (Vérargues)                                              | Vérargues                                                             |                                                                   | 43° 42′ 17″ nord, 4° 06′ 01″ est                    | « PA00103747 »                                      | Inscrit                                             | 1974                                                | Château de la Devèze (Vérargues)                                            |
| Barrage-écluse de Vias (ou Ouvrages du Libron)                                | Vias                                                                  |                                                                   | 43° 18′ 04″ nord, 3° 24′ 15″ est                    | « PA34000004 »                                      | Inscrit                                             | 1996                                                | Barrage-écluse de Vias (ou Ouvrages du Libron)                              |
| Château de Preignes-le-Vieux                                                  | Vias                                                                  |                                                                   | 43° 19′ 36″ nord, 3° 22′ 40″ est                    | « PA00135396 »                                      | Inscrit                                             | 1995                                                | Château de Preignes-le-Vieux                                                |
| Église Saint-Jean-Baptiste de Vias                                            | Vias                                                                  |                                                                   | 43° 18′ 45″ nord, 3° 25′ 01″ est                    | « PA00103748 »                                      | Classé                                              | 1907                                                | Église Saint-Jean-Baptiste de Vias                                          |
| Maison Benezis                                                                | Vias                                                                  | 25 rue de la République                                           | 43° 18′ 49″ nord, 3° 25′ 08″ est                    | « PA00103749 »                                      | Inscrit                                             | 1963                                                | Maison Benezis                                                              |
| Église Sainte-Léocadie de Vic-la-Gardiole                                     | Vic-la-Gardiole                                                       |                                                                   | 43° 29′ 26″ nord, 3° 47′ 47″ est                    | « PA00103750 »                                      | Classé                                              | 1921                                                | Église Sainte-Léocadie de Vic-la-Gardiole                                   |
| Abbaye de Villemagne                                                          | Villemagne-l'Argentière                                               |                                                                   | 43° 37′ 04″ nord, 3° 07′ 07″ est                    | « PA00103755 »                                      | Inscrit                                             | 1939 2007                                           | Image manquante Téléverser                                                  |
| Église Saint-Grégoire de Villemagne-l'Argentière                              | Villemagne-l'Argentière                                               |                                                                   | 43° 37′ 02″ nord, 3° 07′ 10″ est                    | « PA00103751 »                                      | Classé                                              | 1886                                                | Église Saint-Grégoire de Villemagne-l'Argentière                            |
| Église Saint-Majan de Villemagne-l'Argentière                                 | Villemagne-l'Argentière                                               |                                                                   | 43° 37′ 03″ nord, 3° 07′ 09″ est                    | « PA00103752 »                                      | Classé                                              | 1921                                                | Église Saint-Majan de Villemagne-l'Argentière                               |
| Hôtel des Monnaies                                                            | Villemagne-l'Argentière                                               |                                                                   | 43° 37′ 03″ nord, 3° 07′ 12″ est                    | « PA00103753 »                                      | Classé                                              | 1924                                                | Hôtel des Monnaies                                                          |
| Pont du Diable                                                                | Villemagne-l'Argentière                                               |                                                                   | 43° 37′ 41″ nord, 3° 07′ 28″ est                    | « PA00103754 »                                      | Inscrit                                             | 1936                                                | Pont du Diable                                                              |
| Église de l'Invention-de-Saint-Étienne de Villeneuve-lès-Béziers              | Villeneuve-lès-Béziers                                                |                                                                   | 43° 18′ 53″ nord, 3° 16′ 48″ est                    | « PA00103756 »                                      | Inscrit                                             | 1930                                                | Église de l'Invention-de-Saint-Étienne de Villeneuve-lès-Béziers            |
| Cité épiscopale et canoniale de Maguelone                                     | Villeneuve-lès-Maguelone                                              |                                                                   | 43° 30′ 44″ nord, 3° 53′ 00″ est                    | « PA00103757 »                                      | Classé Inscrit                                      | 1840 2014                                           | Cité épiscopale et canoniale de Maguelone                                   |
| Église Saint-Étienne de Villeneuve-lès-Maguelone                              | Villeneuve-lès-Maguelone                                              |                                                                   | 43° 31′ 54″ nord, 3° 51′ 50″ est                    | « PA00103758 »                                      | Classé                                              | 1840                                                | Église Saint-Étienne de Villeneuve-lès-Maguelone                            |
| Pont de Villeneuve                                                            | Villeneuve-lès-Maguelone (également sur Saint-Jean-de-Védas           | D 612                                                             | 43° 33′ 19″ nord, 3° 50′ 50″ est                    | « PA34000098 »                                      | Inscrit                                             | 13 février 2012                                     | Pont de Villeneuve                                                          |
| Église Notre-Dame-de-l'Assomption de Villeneuvette                            | Villeneuvette                                                         |                                                                   | 43° 36′ 36″ nord, 3° 24′ 03″ est                    | « PA34000079 »                                      | Inscrit                                             | 2010                                                | Église Notre-Dame-de-l'Assomption de Villeneuvette                          |
| Cité manufacturière de Villeneuvette                                          | Villeneuvette (également sur Clermont-l'Hérault et Mourèze            |                                                                   | 43° 36′ 37″ nord, 3° 24′ 01″ est                    | « PA00103759 »                                      | Inscrit                                             | 2014                                                | Cité manufacturière de Villeneuvette                                        |
| Oppidum d'Ambrussum                                                           | Villetelle                                                            | Le Devès                                                          | 43° 42′ 56″ nord, 4° 09′ 00″ est                    | « PA00103760 »                                      | Classé                                              | 1974                                                | Oppidum d'Ambrussum                                                         |
| Abbaye de Valmagne                                                            | Villeveyrac                                                           |                                                                   | 43° 29′ 13″ nord, 3° 33′ 44″ est                    | « PA00103761 »                                      | Classé                                              | 1997                                                | Abbaye de Valmagne                                                          |
| Château de Cambous                                                            | Viols-en-Laval                                                        |                                                                   | 43° 45′ 15″ nord, 3° 43′ 32″ est                    | « PA00103762 »                                      | Classé Inscrit                                      | 1983                                                | Château de Cambous                                                          |